# Fowler Ridge Wind Farm
Der Fowler Ridge Wind Farm (deutsch Fowler Ridge Windpark) ist ein Windpark im Benton County im westlichen Indiana der Vereinigten Staaten. Er liegt etwa 48,2 km nordwestlich von Lafayette und etwa 145 km nordwestlich der Bundeshauptstadt Indianapolis. Er wurde binnen 9 Monaten errichtet und besteht aus zwei Teilen, die nacheinander 2008 fertiggestellt wurden. Die installierte Gesamtleistung beträgt 600 MW. Der Windpark erstreckt sich über eine Fläche von ca. 500 km² und ist somit der größte Windpark in Indiana. Er versorgt mit rund 118.000 Haushalten ca. 4 % der 2,8 Mio. Haushalte in Indiana (Stand 2010).